# (5675) Evgenilebedev
(5675) Evgenilebedev es un asteroide perteneciente al cinturón de asteroides descubierto el 7 de septiembre de 1986 por Liudmila Chernyj desde el Observatorio Astrofísico de Crimea (República de Crimea).

## Designación y nombre
Designado provisionalmente como 1986 RY5. Fue nombrado Evgenilebedev en homenaje a Yevgueni Alekséievich Lébedev, actor en el Gran Teatro Dramático Tovstonógov (por entonces Gran Teatro Dramático Gorki) de San Petersburgo y Artista del Pueblo de la URSS. La cumbre de su arte fue el papel inusual del caballo en la actuación Historia de un caballo, basada en la novela de Lev Tolstói.

## Características orbitales
Evgenilebedev está situado a una distancia media del Sol de 2,366 ua, pudiendo alejarse hasta 2,694 ua y acercarse hasta 2,037 ua. Su excentricidad es 0,138 y la inclinación orbital 5,721 grados. Emplea 1329,55 días en completar una órbita alrededor del Sol.

## Características físicas
La magnitud absoluta de Evgenilebedev es 13,7. Tiene 4,148 km de diámetro y su albedo se estima en 0,409. 